# 碱厂水库
碱厂水库是中国辽宁省葫芦岛市兴城市境内的一座水库，位于烟台河上，建于1968年。水库正常库容为1930万立方米，集雨面积为126平方千米，海拔为82米。